# 王琦 (版画家)
王琦（1918年—2016年12月7日），别名文林、季植，男，重庆人，中国版画家、美术理论家，中央美术学院教授，中国美术家协会原分党组书记、副主席、顾问。